# Зусно
Зусно (пол. Zusno) — село в Польщі, у гміні Філіпув Сувальського повіту Підляського воєводства.
Населення — 108 осіб (2011).
У 1975-1998 роках село належало до Сувальського воєводства.

## Демографія
Демографічна структура станом на 31 березня 2011 року:
|          | Загалом | Допрацездатний вік | Працездатний вік | Постпрацездатний вік |
| -------- | ------- | ------------------ | ---------------- | -------------------- |
| Чоловіки | 56      | 5                  | 42               | 9                    |
| Жінки    | 52      | 9                  | 25               | 18                   |
| Разом    | 108     | 14                 | 67               | 27                   |